# Pselaphia flava
Pselaphia flava är en tvåvingeart som beskrevs av Curtis W. Sabrosky 1957. Pselaphia flava ingår i släktet Pselaphia och familjen fritflugor. Inga underarter finns listade i Catalogue of Life.